# Bogusław Turek
Bogusław Turek, C.S.M.A. (* 20. října 1964, Wojtkowa) je polský římskokatolický kněz a podsekretář Kongregace pro blahořečení a svatořečení.

## Život
Narodil se 20. října 1964 ve Wojtkowě.
Roku 1982 vstoupil do Kongregace svatého Michaela archanděla, kde 16. července 1983 složil své časné sliby a 28. června 1988 své doživotní sliby.
Roku 1984 odešel do Itálie, kde na Istituto "S. Pietro" dei Padri Giuseppini del Murialdo studoval filosofii a teologii. Dne 2. července 1989 byl vysvěcen na kněze.
Roku 1995 získal na Papežské univerzitě svatého Tomáše Akvinského doktorát z dogmatické teologie. Poté působil jako mistr noviců své kongregace, vicerektor papežské svatyně Maria Santissima "ad Rupes" v Castel Sant'Elia a rada provinciální rady ekonomie své kongregace. Na Istituto "S. Pietro" ve Viterbu získal titul docenta dogmatické teologie.
Roku 1994 vstoupil do služeb Kongregace pro blahořečení a svatořečení a roku 2009 se stal hlavou kanceláře kongregace.
Dne 29. prosince 2010 jej papež Benedikt XVI. jmenoval podsekretářem Kongregace pro blahořečení a svatořečení.